# Sant Serni de Norís
Sant Serni de Norís és l'església parroquial de Norís, en el terme municipal d'Alins, a la comarca del Pallars Sobirà. Es troba a l'extrem de ponent del poble de Norís. La parròquia de Norís apareix en la relació del 1391, quan formava part del deganat de Cardós. Més tard passà a l'oficialat de Tírvia.

## Descripció
L'església de Sant Serni es troba aïllada i elevada a l'extrem de ponent del petit nucli de Norís. Ens trobem davant una església d'una sola nau amb presbiteri i absis semicircular a l'est, decorat a l'exterior per arcuacions cegues i bandes llombardes, i que era il·luminat per dues finestres, una de les quals ha estat molt retocada i la central cegada. A la nau romànica s'hi afegí una capella amb volta de canó al costat de tramuntana. A migdia, s'obre una senzilla porta amb arc de mig punt. Els murs de l'absis són d'aparell irregular i els de la resta de l'església apareixen arrebossats. La coberta és de llicorella a dues vessants. Als peus de la nau, s'aixeca un petit campanar de torre amb una arcada i punxeguda coberta, construït a principis d'aquest segle.